# Lac Cardiel
Le lac Cardiel (en espagnol : lago Cardiel) est un lac situé dans la province de Santa Cruz, en Patagonie argentine
Son bassin versant est endoréique, ce qui signifie que les maigres apports d'eau ne sont pas suffisants pour alimenter un émissaire, et que l'évaporation compense exactement ces apports. Il est donc très logiquement saumâtre. Aussi ses eaux ne se prêtent-elles pas à la consommation humaine ni à l'irrigation.
La moyenne des précipitations dans son bassin est un peu supérieure à 200 mm par an.
Quant à la température, elle s'élève en moyenne à 5,5 °C.

## Alimentation
Il est alimenté par les rares pluies locales et par un seul affluent notable : le río Cardiel (débit de plus ou moins 15 m3 s−1.), formé lui-même par le río Infante (ou río Rabón), le río Arenisca (ou río del Medio) et le río las Lavas (ou río Cardiel Chico), nés tous trois dans la sierra environnante, du côté occidental du lac.

## Données chiffrées
- Sa surface se trouve à une altitude de 300 mètres.
- Sa superficie est de 460 000 000 m2, soit 460 kilomètres carrés (à peu près les trois quarts de celle du lac Léman en France et en Suisse).
- Sa profondeur moyenne est de 49,1 mètres.
- Le volume d'eau contenu est de 22,604 milliards de m³.
- La longueur de ses rives est de 120 kilomètres.
- L'étendue de son bassin est de plus ou moins 3 000 km2.